# Franz Migerka
Franz Migerka (* 20. September 1828 in Reintal, Niederösterreich; † 21. Februar 1915 in Wien) war ein österreichischer Gewerbefachmann.

## Leben
Migerka stammte aus einer Handwerkerfamilie. Er war zunächst Erzieher. 1861 trat er in die Handels- und Gewerbekammer Brünn ein. Dort regte er die Gründung des Mährischen Gewerbevereins und die Organisation von Gewerbegerichten an, die vorbildhaft für die gesamte Monarchie werden sollten.
Migerka wurde ins Handelsministerium nach Wien berufen, wo er vor allem Österreich gegenüber dem Ausland vertrat, so 1869 bei der Eröffnung des Suezkanals, 1876 bei der Weltausstellung in Philadelphia oder 1890 bei der Arbeitsschutzkonferenz in Berlin.
Bereits 1859 veröffentlichte Franz Migerka eine Monografie mit dem Titel „Ueber die Bedeutung der Industrie-Ausstellungen“. In seinen Ausführungen argumentiert er, warum er diese als „vorzügliches Entwicklungsmittel“ für die Industrie betrachtet.
Er beschäftigte sich mit Angelegenheiten der Volksbildung und der Frauenbewegung und initiierte bei der Wiener Weltausstellung 1873 in seiner Funktion als Redakteur der „Offiziellen Dokumente“ die „Ausstellung über Frauen-Arbeit“. Franz Migerka, Wilhelm Exner (1840–1931) sowie weitere Ausstellungsteilnehmer wie der Industrielle Arthur Krupp (1856–1938) waren treibende Kräften bei der Ausführung der Idee zur Gründung eines österreichischen Museum für technische Entwicklungen und Erfindungen. Drei Jahre nach Migerkas Ableben, im Jahr 1918, erfolgte dann die Eröffnung des Technischen Museums für Industrie und Gewerbe in Wien.
Von Juni 1883 bis zu seinem freiwilligen Eintritt in den Ruhestand im April 1897 war Migerka Zentralgewerbeinspektor im Range eines Ministerialrates, wobei er es verstand, der neugeschaffenen Gewerbeinspektion allgemeine Akzeptanz und Anerkennung zu verschaffen. Er war des Weiteren neun Jahre Präsident des Wiener Kaufmännischen Vereins (Wien-Innere Stadt, Maria-Theresien-Straße 22) und 1890 Gründer des Gewerbehygienischen Museums (Rathausstraße 23, ab 1900/01 auch Ebendorferstraße 6). Er beteiligte sich an der Gründung des Volksbildungsvereines und war Vorstandsmitglied in der Wiener Sparkasse.
Migerkas Ehefrau war die Schriftstellerin und Sozialarbeiterin Katharina Migerka (1844–1922), seine Tochter die Frauenrechtlerin Helene Migerka (1867–1928).
Zeit seines Wirkens setzte er sich mit Überzeugung und Herzenswärme für soziale Angelegenheiten ein. Mit seiner Frau gründete er Haushaltungsabendkurse für Arbeiterinnen, wo er auch selbst unterrichtete. Seine werktätige Teilnahme am Hilfsverein für Lehrmädchen, der Vereinigung arbeitender Frauen zeigt sein vorrangiges Interesse für Frauenfortschritt, für die er sich bis ins hohe Alter einsetzte.
Der Leichnam des in seiner Wohnung in Wien-Leopoldstadt, Czerningasse 7 verstorbenen Franz Migerka wurde am 24. Februar 1915 unter anderem im Beisein von Handelsminister Rudolf Schuster von Bonnott (1855–1930) in der Pfarrkirche von St. Johann eingesegnet und danach auf dem Döblinger Friedhof zur letzten Ruhe bestattet.
1932 wurde die Migerkastraße in Wien-Favoriten nach ihm benannt.

## Publikationen
- Rückblicke auf die Schafwollwaaren-Industrie Brünns von 1765–1864 und vergleichende statistische Darstellung der Schafwollwaaren-Industrie des Bezirkes der Handels- und Gewerbekammer in Brünn in den Jahren 1851 und 1863. Statistische Arbeiten der Handels- und Gewerbe-Kammer in Brünn, Band 2. S.n., Brünn 1866.
- Grundriß der Geographie, als Grundlage zum Vortrage Gewerbeschulen entwerfen. Rohrer, Brünn 1869.
- —, Carl Löw: Die Wollen, Wollwaaren und die Arbeits-Maschinen der Wollwaaren-Industrie auf der internationalen Ausstellung in London 1871. Selbstverlag, Wien 1871.
- Carl Holdhaus, —: Die Verwendung weiblicher Arbeitskräfte in der Fabriks-Industrie und in einzelnen Zweigen des Verkehrswesens Österreichs. Weltausstellung 1873 in Wien. Zweite, vermehrte Auflage. Verlag des leitenden Comités, Brünn 1873. – Volltext online.
- Hugo Franz von Brachelli, —: Oesterreich’s commercielle und industrielle Entwicklung in den letzten Jahrzehnten. Studie. Meyer, Wien 1873.
- Venanzio G. Sella, — (Übers.): Studien über die Wollen-Industrie, veröffentlicht in Veranlassung der Weltausstellung in Wien. Hof- und Staatsdruckerei, Wien 1876.
- Das Unterrichtswesen in den Vereinigten Staaten. Bericht über die Weltausstellung in Philadelphia 1876, Band 11, ZDB-ID 1483162-4. Faesy & Frick, Wien 1877.
- Administrativer Bericht der Commission über die Theilnahme Österreichs an der Weltausstellung in Philadelphia 1876. Beiträge zur Geschichte der Entwicklung der Vereinigten Staaten und zur Frage unseres Exportes. Bericht über die Weltausstellung in Philadelphia 1876, Band 26 (Schluss-Heft), ZDB-ID 1483162-4. Faesy & Frick, Wien 1878.
- Skizze der Entwicklung der Industrie und des Verkehrs in Oesterreich während der letzten vier Jahrzehnte. Festvortrag gehalten im Wiener kaufmännischen Verein am 3. Dezember 1888. Verlag des Wiener kaufmännischen Vereines, Wien 1888.